# Успенівка (Пологівський район)
Успе́нівка — село в Україні, у Гуляйпільській міській громаді Пологівського району Запорізької області. Населення становить 1422 осіб. До 2017 орган місцевого самоврядування — Успенівська сільська рада.

## Географія
Село Успенівка знаходиться на лівому березі річки Янчур, у яку впадає Балка Солона. Вище за течією примикає село Новомиколаївка, нижче за течією на відстані 2 км розташоване село Рибне, на протилежному березі — села Привільне, Павлівка та Нововасилівське. По селу протікає пересихаючий струмок з загатою.

## Історія
Виникло село в другій половині XVIII ст. як військова слобода.
Біля села Новогригорівка виявлені курганні поховання половців XII століття.
В кінці села є "П'ята сотня" так її називають місцеві, бо за розповідями старожилів там розташовувалась козацька сотня. Від цього і пішла назва "П'ята сотня.
12 червня 2020 року, відповідно до розпорядження Кабінету Міністрів України № 713-р «Про визначення адміністративних центрів та затвердження територій територіальних громад Запорізької області», увійшло до складу Гуляйпільської міської громади.
19 липня 2020 року, у результаті адміністративно-територіальної реформи та ліквідації Гуляйпільського району, село увійшло до складу Пологівського району.

## Населення
Згідно з переписом УРСР 1989 року чисельність наявного населення села становила 1558 осіб, з яких 682 чоловіки та 876 жінок.
За переписом населення України 2001 року в селі мешкало 1418 осіб.

### Мова
Розподіл населення за рідною мовою за даними перепису 2001 року:
| Мова       | Відсоток |
| ---------- | -------- |
| українська | 96,20 %  |
| російська  | 2,95 %   |
| білоруська | 0,42 %   |
| вірменська | 0,42 %   |

## Економіка
- «Україна», ТОВ.

## Об'єкти соціальної сфери
- КЗ "Успенівська ЗОШ І-ІІІ ступенів.
- Дитячий садочок.
- Лікарня.
- Амбулаторія.
- КЗ "ЦКС ГМР Успенівський СБК".
- Церква.
- Нова Пошта.
- Укр Пошта.
- Заправка.

## Пам'ятки
- Пам'ятник Богдану Хмельницькому
- Пам'ятник  Тарасу Шевченку

## Відомі люди
- Харлова Валентина Гаврилівна (22.12.1936, с. Успенівка, Гуляйпільський р-н — 20.02.2022, м. Запоріжжя) — народна майстриня декоративно-прикладного мистецтва, заслужений вчитель України, почесна громадянка м. Запоріжжя.